# Benedikt Baroch
Benedikt Baroch (17. listopadu 1837 Čáslav – 2. listopadu 1907 Praha-Nové Město) byl český architekt a stavitel, veřejný a spolkový činitel a finančník, významná postava českého bankovnictví a pojišťovnictví. Byl spoluzakladatelem a posléze dlouholetým předsedou První občanské záložny v Praze, prvního občanského peněžního ústavu (družstevní záložny) v Praze, účastnil se též řady činností v různých občanských spolcích.

## Život

### Mládí

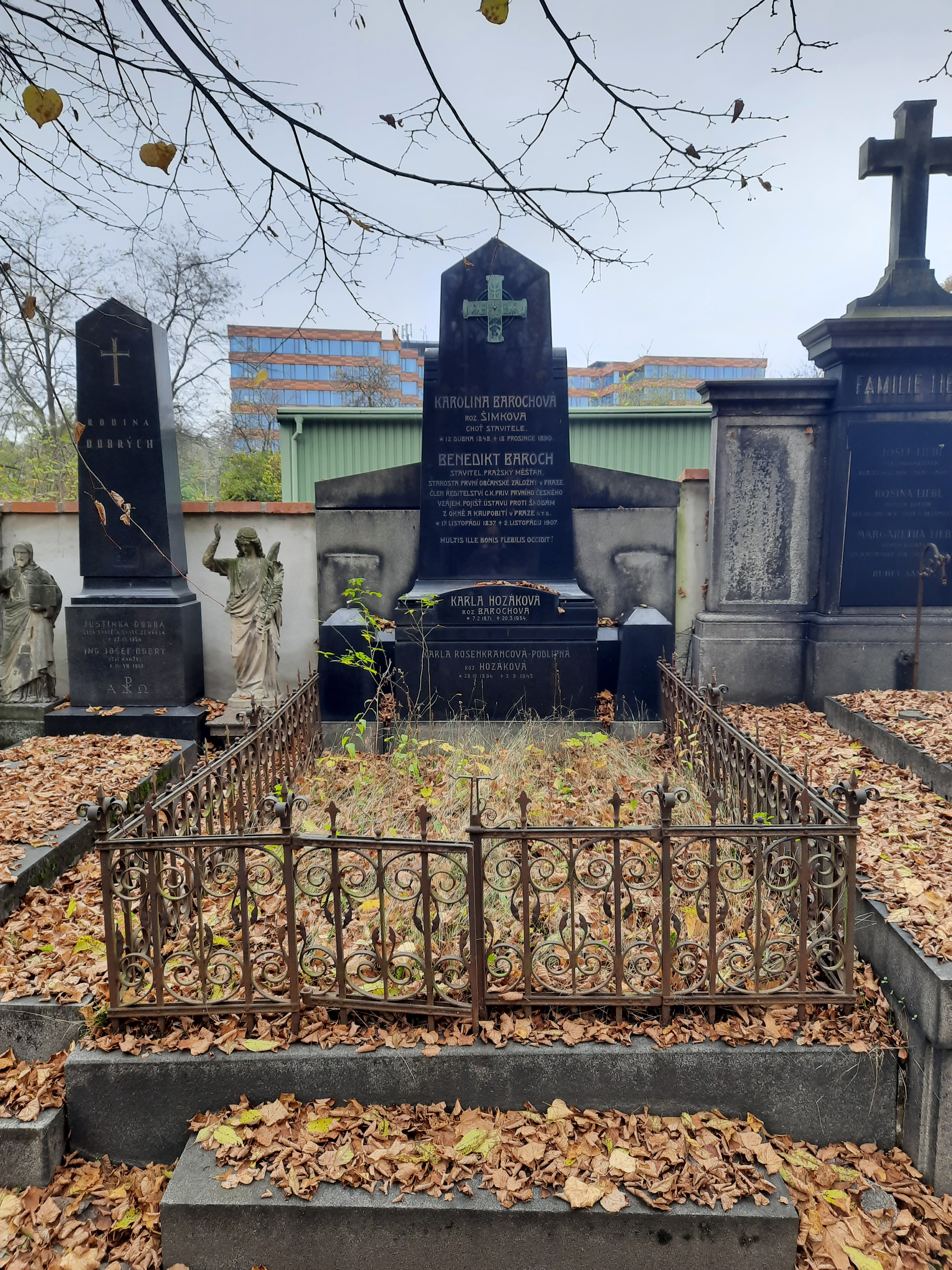
Hrobka rodiny Barochovy na Olšanských hřbitovech

Narodil se v Čáslavi. Po absolvování středního vzdělání studoval architekturu a stavitelství na Univerzitě ve Vídni, následně se přesunul do Prahy, kde působil jako stavitel. Zde se usadil a založil rodinu. Byl nadšeným vlastencem a účastníkem společenského života ve městě. V roce 1874 vedl regotizaci kostela sv. Vojtěcha na Novém Městě v Praze, postavil zde též několik domů převážně v novorenesančním stylu.

### Záložna přerovská
Roku 1869 založil ústav První občanské záložny v Praze, občanské spolkové záložny, prvního takového ústavu ve městě. To bylo umožněno novým živnostenským zákonem z roku 1859. Po vystřídání několika pozic se Baroch stal roku 1885 předsedou záložny. Spolupracoval s průkopníky moderního českého bankovnictví jako byli František Cyril Kampelík či Josef Antonín Komárek, oba působící v Hradci Králové. Rovněž byl od roku 1870 členem správní rady nově založené Živnostenské banky a dlouholetým činitelem Ústředního výboru Jednoty záložen pro království České. Působil jako člen představenstva pojišťovny První c. k. privilegovaný ústav ku vzájemnému pojištění proti škodám z ohně a krupobití v Praze.
Angažoval se také v cukrovarnických podnikatelských aktivitách, byl mj. podílníkem modřanského cukrovaru. Zapojil se také do příprav Zemské jubilejní výstavě v Praze na Výstavišti Praha roku 1891. V Praze vybudoval řadu, převážně neorenesančních, staveb.

### Úmrtí
Benedikt Baroch zemřel 2. listopadu 1907 v Praze ve věku 69 let. Pohřben byl v rodinné hrobce na Olšanských hřbitovech.